# Хавраман

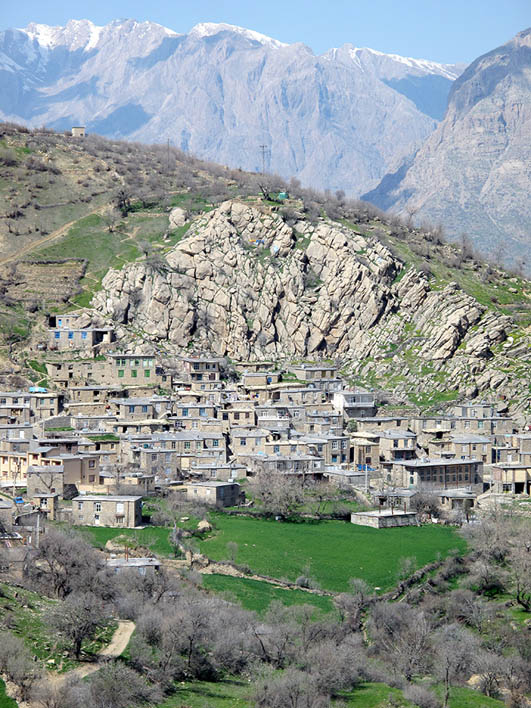
Типове курдське село в Хаврамані

Хавраман (курд. ههورامان; перс. اورامان) — гірський регіон, що включає до свого складу західно-іранські остани Курдистан і Керманшах та північно-східну іракську провінцію Іракський Курдистан. У липні 2021 року частину Хавраману разом з Ураманатом було включено до списку об'єктів Світової спадщини ЮНЕСКО.

## Археологія
Археологічні дослідження вказують, що регіон був заселений ще понад 40 тисяч років тому (період середнього палеоліту). Серед найдавніших знахідок є кам'яні знаряддя, ймовірно виготовлені неандертальцями або ж ранніми сучасними людьми. У численних печерах, а також на берегах річки Серван (нині затоплені в результаті будівництва ГЕС Дар'ян) було виявлено предмети, що належать до пізнього палеоліту. Окрім того, на півдні регіону також було знайдено тимчасові або ж сезонні скельні укриття мисливців часів середнього палеоліту.

## Історія
У VIII столітті до н. е. регіон окупували ассирійські війська під час походів царя Шаррукіна II на Загрос.
1909 року в печері Кух-е Салан біля села Шар-Хавраман було знайдено манускрипти доби Селевкідів і Парфії, датовані I століттям до н. е.. Згодом знахідки було доправлено до Лондона.
Багато районів Хавраману були місцями паломництва зороастрійців до приходу в регіон ісламу. Однією з найдавніших мусульманських пам'яток у цій місцевості є Коран IV століття у шкіряній палітурці, що зберігається у мечеті села Негель.

## Культура
Основні мешканці Хавраману курди, які спілкуються діалектом хаврамі мови ґорані.
Жінки традиційно поверх сукні надягають жилети або жакети з довгими рукавами. Також вони носять традиційні курдські головні убори, прикрашені коштовним камінням, бісером і золотими намистинками. Молоді жінки та дівчата зазвичай носять яскраві сукні, прикрашені намистинами та блискітками, жінки ж похилого віку надягають сукні з темних тканин. Чоловіки носять білі сорочки, жилети з відкритим горлом і мішкуваті штани, що звужуються внизу. Навколо талії намотується бавовняний пояс завдовжки 3-4 м. Також чоловіки вбираються в традиційні коричневі фетрові куртки, що мають гострі плечі та називаються колабал.

## Природа
Територія Хавраману від 1999 року є заповідником. Зокрема там проживають анатолійські леопарди, бурі ведмеді, азійські барани, вовки, дикі козли тощо.

## Світлини

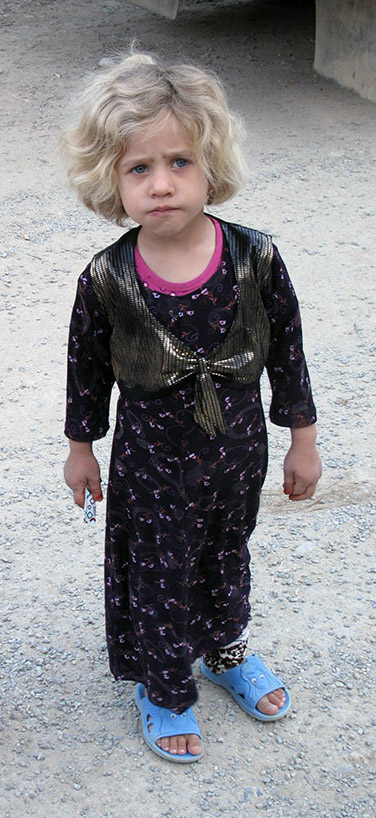
дитина в курдському вбранні
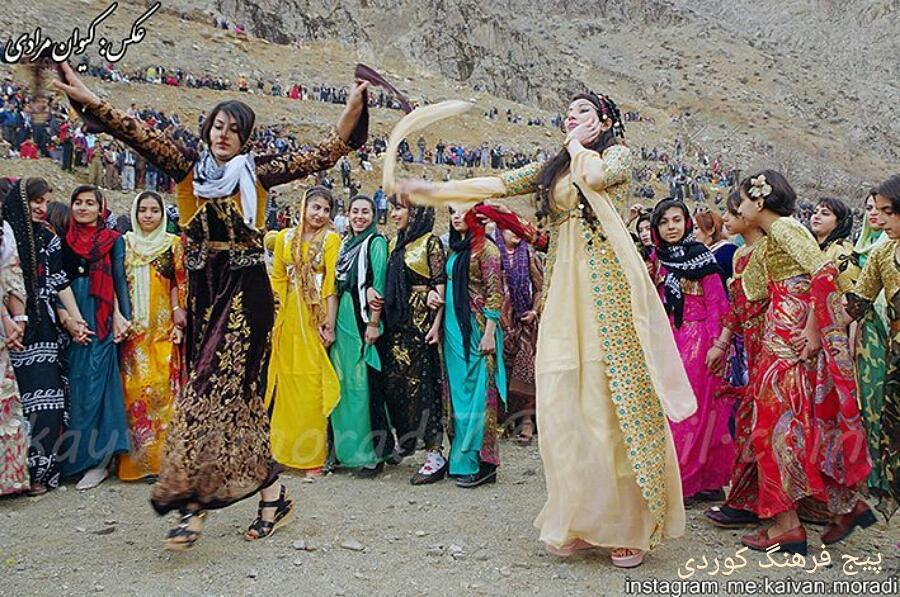
курдські танці в Хаврамані
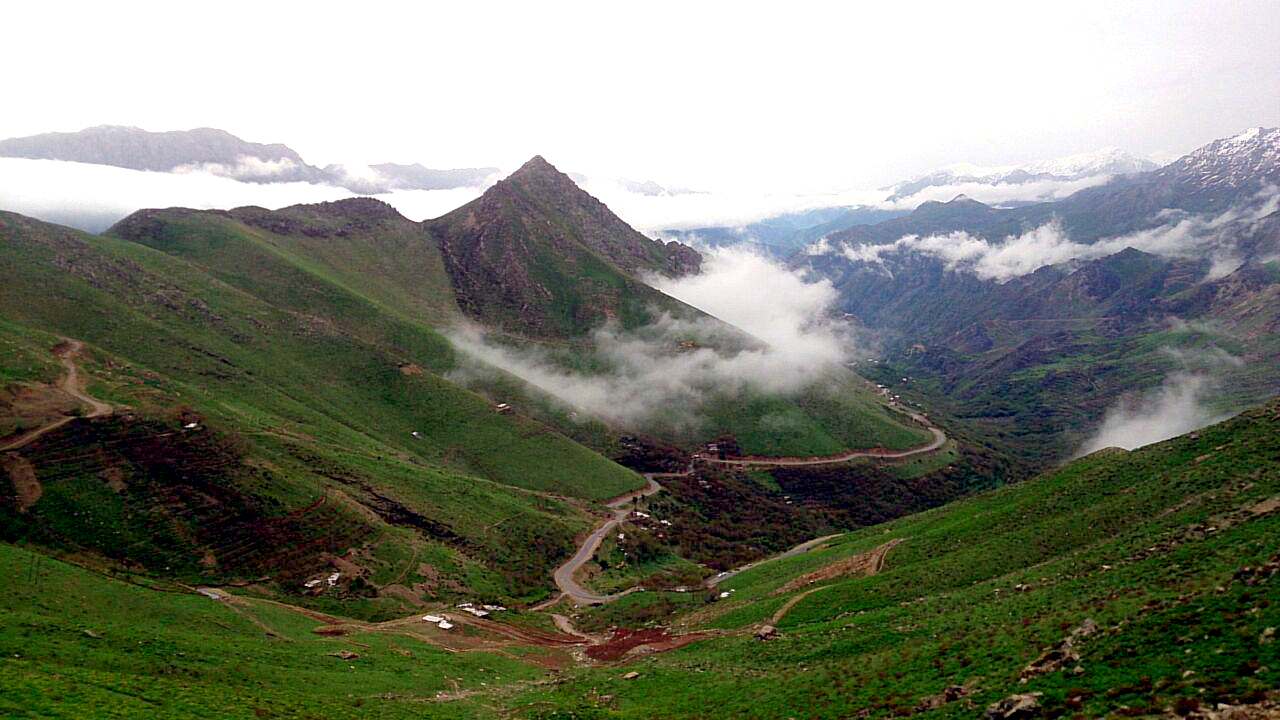
типовий пейзаж Хавраману
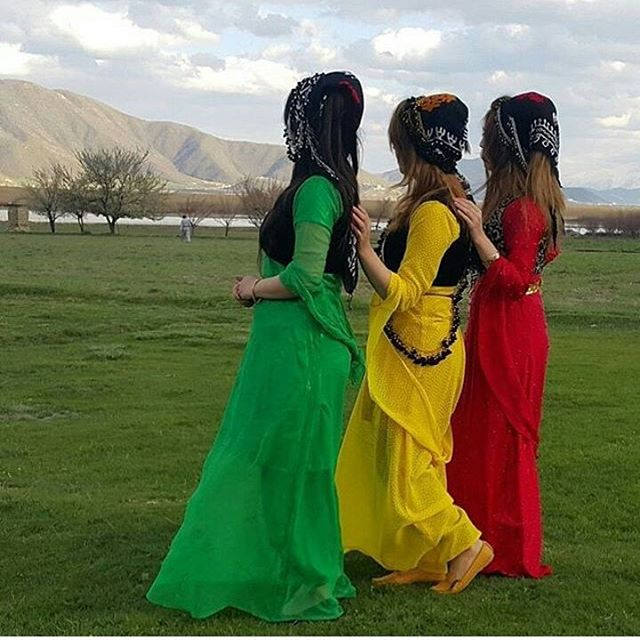
жінки у курдському вбранні
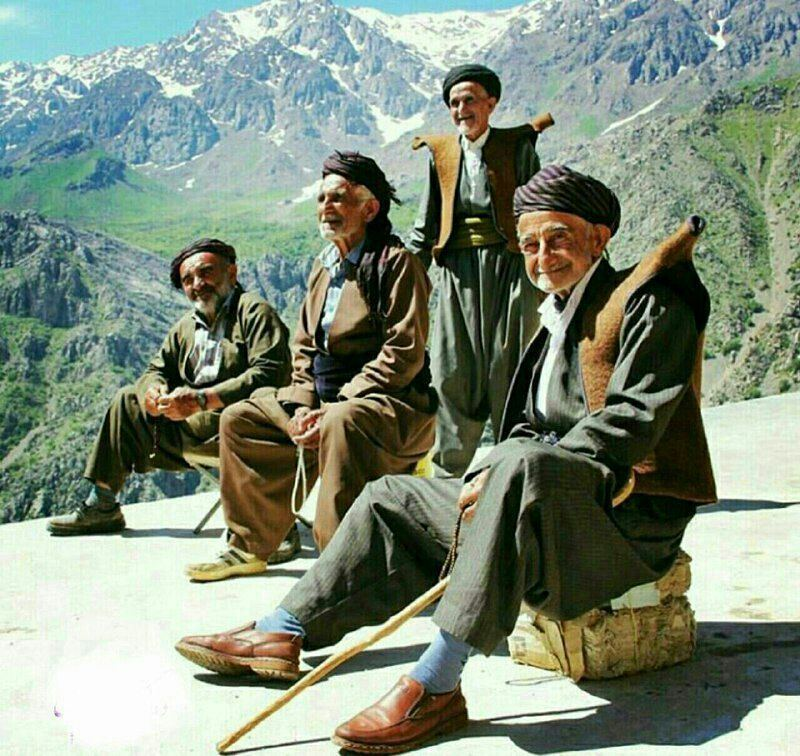
група курдських чоловіків у традиційному хавраманському одязі
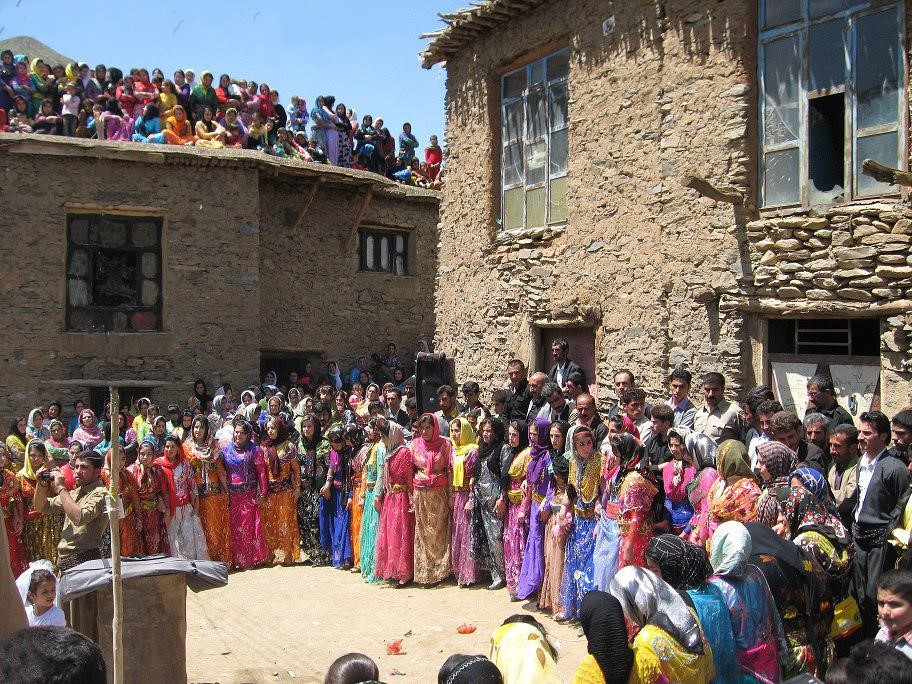
весілля в курдському селі
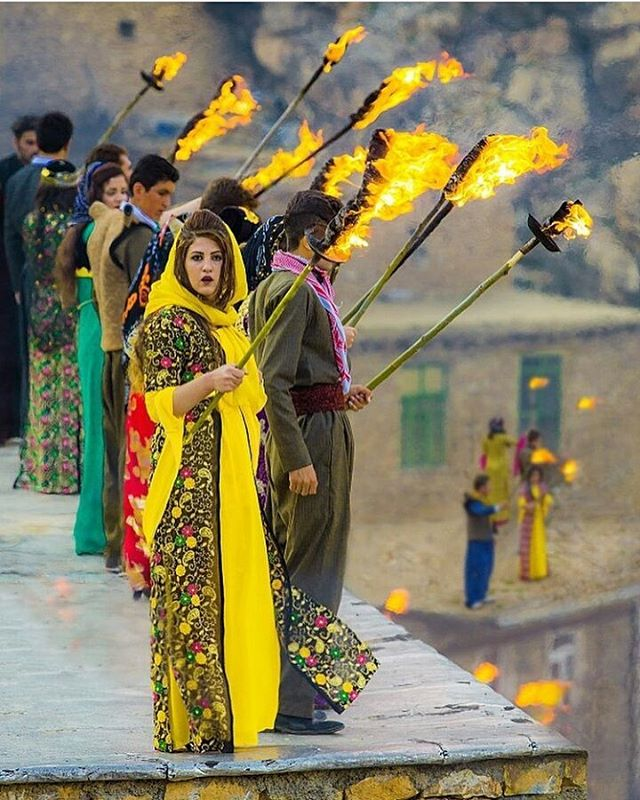
курдська новорічна церемонія Наврез у селі Паланґан